# Adóparadicsom
Adóparadicsom alatt olyan helyszínt értünk, amely rendkívül kedvező adózási feltételeket biztosít a különböző cégek és gazdasági társaságok számára.

## A fogalom
Nagyon sok olyan ország van szerte a világon, amely komolyabb ipar vagy mezőgazdaság hiányában turizmusból vagy a nemzetközi tőke számára alacsony adókból tartja fenn magát, miközben a tényleges gazdasági tevékenységnek helyet adó országokat megfosztja a magasabb adóbevételtől. Az adóparadicsomként működő országokban a gazdasági társaságokat kizárólag egyéves fix adó vagy pedig az árbevétel után nagyon alacsony adó megfizetésére kötelezik, ami ezeknek az országoknak még így is megéri, hiszen a „kevesebb több” alapon rengeteg vállalat választja őket bejegyzésének helyszínéül adóoptimalizálási célból.
Az illetékességi helyszínek jogalkotása a következő vonzó társasági jellemzőket kínálja:
1. Korlátolt felelősség.
2. Korlátolt felelősséggel rendelkező igazgató.
3. Minimális bejelentési kötelezettségek, és nem kötelező (auditált vagy más) pénzügyi beszámoló megküldése a kormánynak.
4. Névleges igazgató és névleges részvények lehetővé tétele.
5. Kijelölt vállalati igazgatók és részvényesek lehetővé tétele.
6. Bemutatóra szóló részvények lehetővé tétele.
7. Nem kell közzétenni a tényleges tulajdonos személyét a kormányzati hatóságoknak (titkosság).
8. Az igazgatók és a részvényesek személye nem nyilvános.
9. Alacsony tőkekövetelmények, nincs tőkebefizetési kötelezettség, az éves kormányzati díjak nem a jegyzett tőke összegén alapulnak.
10. Az igazgatósági és részvényesi ülésekre bárhol sor kerülhet, a megbeszéléseket akár telefonon is lefolytathatják.
11. Minden közös vállalati formánál lehet korlátolt felelősséget delegálni.

Mindezek mellett csak néhány helyszín biztosítja az összes fenti vonzó társasági jellemzőt, de ezek többsége szinte az összes adóparadicsomi – más néven offshore – helyszínen elérhetők.
Az adóparadicsomokról más néven „adózási kérdésekben nem együttműködő joghatóságokról”, a G20 országok és a Gazdasági Együttműködési és Fejlesztési Szervezet (OECD) fekete listát bocsátott ki 2009-ben. Azóta a korábban adóparadicsomnak bélyegzett országok sorra kötik az OECD nemzetközi adózási szabványoknak megfelelő kettős adózást elkerülő egyezményeket (DTA), amelyek tartalmazzák az adóinformáció-csere (TIEA) záradékot. Az olyan országok, amelyek 12 ilyen szabványos szerződést kötöttek lekerültek a listáról, amely gyakorlatilag kiürült. Az adóparadicsomok új hivatalos elnevezése: Kis Pénzügyi Központ (SFC).

## Helyszínek
- Andorra. Nincs személyi jövedelemadó.
- Anguilla
- Antigua és Barbuda
- Aruba
- Bahamák Nincs személyi jövedelemadó, tőkejövedelem-adó, és nincs örökösödési adó sem.
- Belize
- Bermuda A külföldön szerzett jövedelmek nem adóznak.
- Brit Virgin-szigetek
- Cook-szigetek
- Ciprus
- Dubaj
- Gibraltár
- Guernsey
- Curaçao
- Hongkong
- Írország nem adóztatja a szerzők és előadóművészek külföldi jövedelmét.
- Jersey
- Kajmán-szigetek
- Lettország
- Liechtenstein
- Luxemburg
- Makaó
- Málta
- Man sziget Nincs társasági adó.
- Mauritius
- Monaco Nincs személyi jövedelemadó
- Montenegró
- Nauru
- Panama
- San Marino
- Sealand
- Seychelle-szigetek
- Saint Kitts és Nevis
- Saint Vincent és a Grenadine-szigetek
- Svájc
- Szamoa
- Turks- és Caicos-szigetek
- Új-Zéland
- Egyes USA-államok, különösen Delaware
- Uruguay Nincs személyi jövedelemadó.
- Vanuatu

A Európai Parlament 2019 márciusában elfogadott jelentése szerint a következő európai uniós tagállamok működnek adóparadicsomként: Belgium, Ciprus, Hollandia, Írország, Luxemburg, Magyarország és Málta.